# Światłowód fotoniczny
Światłowody fotoniczne (ang. Photonic crystal fiber, PCF, dosłowne tłumaczenie „światłowód z kryształu fotonicznego”) to nowa rodzina włókien światłowodowych, wykorzystująca do prowadzenia światła właściwości kryształów fotonicznych. Dzięki zdolności skupiania światła w pustym rdzeniu oraz charakterystykom skupiania światła niemożliwym do uzyskania w klasycznych światłowodach, światłowody fotoniczne mogą znaleźć zastosowanie w komunikacji światłowodowej, laserach światłowodowych, optycznych przyrządach nieliniowych, transmisji dużych mocy optycznych, czujnikach gazów i w innych obszarach.
Rozchodzenie się światła w takich strukturach zależne jest od ich geometrii i parametrów takich jak stała sieci, wielkość elementów sieci oraz kontrast między matrycą a elementami sieci. Otrzymujemy w ten sposób cały wachlarz możliwości projektowania i zastosowania jedno- i dwuwymiarowych kryształów fotonicznych – tzn. światłowodów braggowskich i światłowodów fotonicznych. Światłowody bragowskie to dielektryczne jednowymiarowe struktury warstwowe o geometrii kołowej o grubości pojedynczej warstwy rzędu 1/4 długości fali światła.
Zależnie od wartości współczynników załamania światła dla dielektryka płaszczowego i rdzeniowego są możliwe dwa mechanizmy propagacji światła:
- gdy inkluzje tworzące sieć periodyczną mają współczynnik mniejszy niż szkło matrycy włókna możliwe jest pojawianie się efektu całkowitego wewnętrznego odbicia;
- gdy inkluzje mają współczynnik większy niż szkło matrycy włókna propagacja jest możliwa tylko w przerwie fotonicznej.

Propagacja światła w defekcie w oparciu o TIR (ang. Total Internal Reflection, pol. całkowite wewnętrzne odbicie) w światłowodach fotonicznych wynika z różnicy między wartością współczynnika załamania defektu – rdzenia a mniejszą od niego wartością efektywnego współczynnika załamania płaszcza fotonicznego. Jednak istnienie sieci periodycznej powoduje modyfikację klasycznego zjawiska całkowitego wewnętrznego odbicia. Dochodzi tu do przepuszczania przez płaszcz fotoniczny wysokich modów, które wyciekają – w rezultacie w rdzeniu prowadzone są tylko niższe mody, a zwłaszcza mod podstawowy o najmniejszej średnicy.
Przerwa fotoniczna PBG (ang. Photonic Bandgap) jest optycznym odpowiednikiem występujących w półprzewodnikach pasm wzbronionych. Pojawianie się pasm spowodowane jest występowaniem dyfrakcji Bragga na periodycznej strukturze dielektrycznej o stałej sieci zbliżonej do długości światła. Przerwa fotoniczna określa zakres długości fali, dla których światło nie może się rozchodzić – dla tego zakresu struktura jest idealnym zwierciadłem. Efekt ten wykorzystuje się w światłowodach fotonicznych poprzez wykonywanie struktur zarówno szklano-powietrznych, jak i dwuszklanych z centrycznym obszarem zaburzającym periodyczność sieci. Zabieg ten prowadzi do lokalizacji światła odbitego od periodycznej struktury w defekcie.
Kryształy fotoniczne implementowane w światłowodach mogą pełnić szereg funkcji związanych z kształtowaniem i kierowaniem fal elektromagnetycznych. Przy projektowaniu kryształów można modyfikować strukturę sieci krystalicznej oraz jej stałą, elastycznie dobierać materiały oraz ich stosunek ilościowy, a w efekcie współczynniki załamania obu materiałów, a także wprowadzać intencjonalne defekty struktury. Daje to duże możliwości dostosowania dwuwymiarowych kryształów do aktualnych potrzeb oraz dużą swobodę projektowania. Wykonuje się światłowody PCF jednomodowe w całym zakresie spektralnym, dwójłomne, nieliniowe o ultramałych rdzeniach do generacji superkontinuum, o kontrolowanej dyspersji modowej i chromatycznej, tj. światłowody LMA (ang. Large Mode Area) itp.

## Wytwarzanie w Polsce
W Polsce prace nad wytwarzaniem i modelowaniem kryształów i światłowodów fotonicznych są prowadzone na Uniwersytecie Marii Curie-Skłodowskiej w Lublinie, na Politechnice Wrocławskiej, w Instytucie Fizyki Politechniki Łódzkiej, na Politechnice Warszawskiej oraz w Zakładzie Optyki Informacyjnej Uniwersytetu Warszawskiego i Instytucie Technologii Materiałów Elektronicznych w Warszawie.

## Literatura
- R.R. Romaniuk: Światłowody kapilarne, Oficyna Wydawnicza PW 2010.
- J.C. Knight: Photonic crystal fibres „Nature” 424, 847–851 (2003).
- P.St.J. Russell: „Photonic crystal fibers”, J. Lightwave. Technol., 24 (12), 4729–4749 (2006).
- P. Yeh, A. Yariv, E. Marom: Theory of Bragg fiber J. Opt. Soc. Am. 68, 1196–1201 (1978).
- J.M. Dudley, G. Genty, S. Coen: Supercontinuum Generation in Photonic Crystal Fiber, Reviews of Modern Physics 78, 1135 (2006).